# Rue Mouffetard
La rue Mouffetard, familièrement nommée « la Mouffe », est une voie du 5e arrondissement de Paris.

## Situation et accès

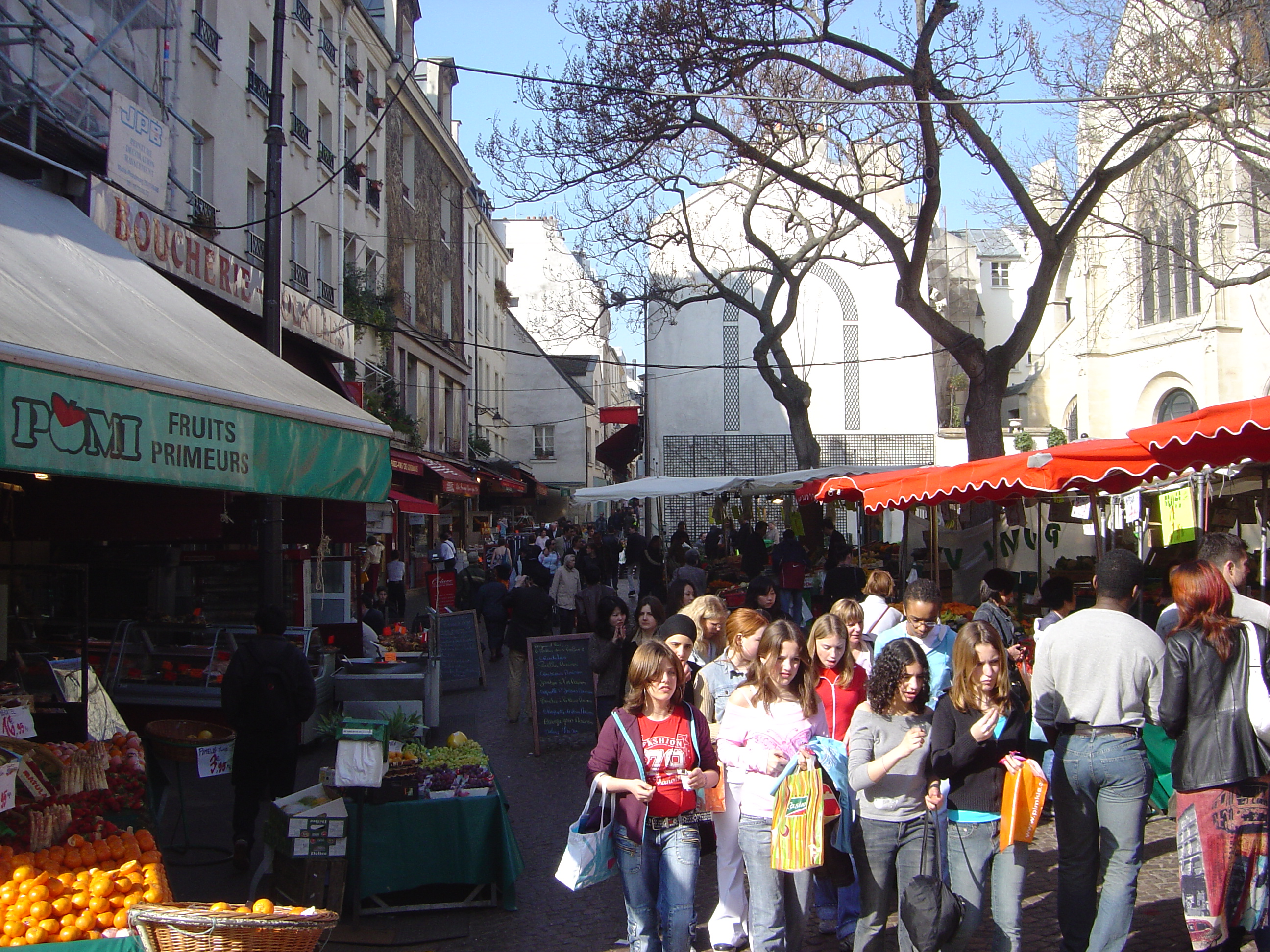
Marché au bas de la rue Mouffetard, sur le square Saint-Médard (2005).

Il s'agit d'une des rues les plus anciennes de Paris, qui remonterait probablement à l'époque du Bas-Empire et daterait du IIIe ou du IVe siècle. Très pittoresque, c'est l'un des axes du Quartier latin les plus fréquentés en raison de ses nombreux restaurants. Longue de 650 mètres, elle descend en pente douce de la montagne Sainte-Geneviève vers l'église Saint-Médard et l'ancien pont sur la Bièvre recouverte au XIXe siècle. C'est la rue principale du faubourg Saint-Médard.

## Origine du nom
Elle tient son nom de l'ancien lieu-dit Mont-Cétard (issu de Mons Cetarius ou Cetardus) qu'elle traversait au XIIIe siècle alors qu'elle n'était qu'un chemin, devenu par corruption « Mouffetard ». On lui a donné aussi, en divers temps, les noms de rue Saint-Marcel, rue du Faubourg Saint-Marceau, et rue de la Vieille Ville Saint-Marcel.
L'historien Édouard Fournier suggère dans un ouvrage publié en 1860 que le nom vienne du latin « mephïtis », en français « mouffette », ce dernier signifiant alors « exhalaison pestilentielle » ou « odeur insoutenable », qui par déformation aurait donné « Mouffetard ». Il indique, pour soutenir cette hypothèse, que sur la rive droite se trouvait également un mont constitué de boues appelé « la butte Bonne-Nouvelle », et qu'elle possédait elle aussi un chemin appelé « Mouffetard » (devenu depuis la rue de Cléry).
Elle est citée sous le nom de « Grand rue de Moustar » dans un manuscrit de 1636. La partie comprise entre la rue Croulebarbe et la barrière d'Italie s'appelait au XVIIIe siècle « rue Gautier-Renaud », du nom d'un propriétaire qui y demeurait.
Fréquentée par les étudiants des écoles et universités alentour, elle est familièrement nommée « la Mouffe », voire « Mont-fétard ».

## Histoire
La rue Mouffetard fait partie d'une voie qui aurait été créée sous le Bas-Empire pour relier directement le pont de l'île de la Cité (actuel Petit-Pont) à la nécropole qui se développait à l'emplacement du futur faubourg Saint-Marcel. Cette voie correspondait également au tracé de l'actuelle rue Descartes et aboutissait au gué sur la Bièvre près de l'actuelle église Saint-Médard où l'on rejoignait la voie de Lutèce à Lyon.
La création de cette voie correspond à l'abandon progressif de la cité gallo-romaine de la rive gauche à partir du milieu du IIIe siècle jusqu'à la fin du IVe siècle pour une occupation limitée aux 10 hectares de l'île de la Cité. À cette époque, l'île est fortifiée pour faire face aux incursions germaniques. Ce rempart est construit en utilisant les pierres des monuments de la rive gauche. Cette voie qui contourne par l'est la cité abandonnée est privilégiée par rapport à celle dont le tracé correspond en partie à celui de l'actuelle rue Lhomond reliant le forum à l'angle des rues Saint-Jacques et Soufflot au gué sur la Bièvre.
La voie subit des modifications de son tracé au XIIIe siècle sur une butte, le mont Cetard.
Le petit cimetière derrière l'église Saint-Médard (emplacement de la rue de Candolle), au bas de la rue Mouffetard, fut le théâtre au XVIIIe siècle du curieux épisode des convulsionnaires de Saint-Médard.
Jusqu'au milieu du XIXe siècle, la rue Mouffetard traversait la Bièvre près de l'église Saint-Médard par le pont aux Tripes ainsi nommé par le passage des bouchers parisiens qui abattaient les animaux au bord de la rivière au Moyen Âge. La rue remontait ensuite au sud jusqu'à la barrière d'Italie (devenue la place d'Italie). Elle avait alors une longueur de plus de 1 500 mètres et faisait partie de l'ancien 12e arrondissement. Les travaux d'Haussmann l'ont amputée de sa partie la plus au sud pour construire la rue de Bazeilles et l'avenue des Gobelins.
Un projet de piétonnisation et de végétalisation de la rue a été adopté à la suite d'un référendum local en avril 2023.

## Activité commerciale
La rue Mouffetard est réputée pour son animation et la densité de ses petits commerces en tous genres. Le haut de la rue Mouffetard, jusqu'à la place de la Contrescarpe et le début de sa descente vers Saint-Médard, est essentiellement composé de commerces de bouche, cafés-restaurants, brasseries, services de restauration rapide et bars se succédant. De nuit, c'est la partie la plus touristique et active.
Le bas de la rue Mouffetard, qui commence au croisement avec la rue Jean-Calvin, est occupé par un marché quotidien de primeurs et par des commerces de proximité traditionnels destinés aux habitants du quartier : boucheries, poissonneries, fromagers, boulangeries, maraîchers, cavistes, traiteurs, épiciers, quincaillers, ainsi que quelques bars et cafés de quartier. Elle accueille également un cinéma de quartier de deux salles nommé L'Épée de bois et classé art et essai.

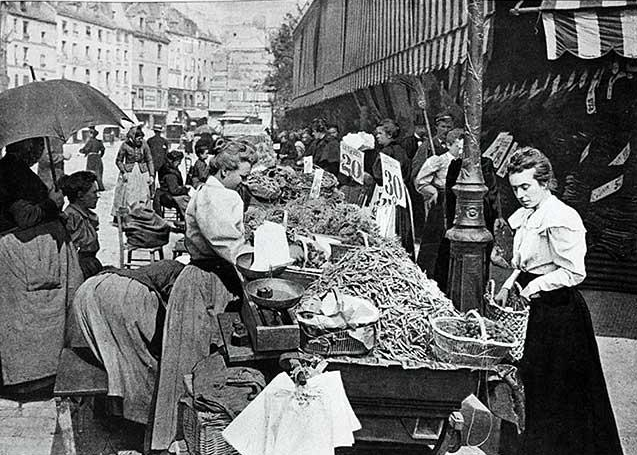
Le marché en bas de la rue Mouffetard, en 1896, partie devenue rue de Bazeilles en 1897.
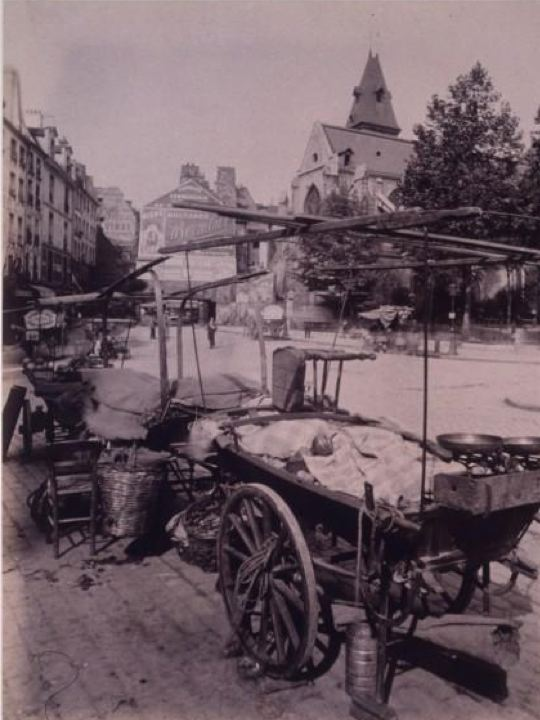
Vendeurs du marché Mouffetard, photo d'Eugène Atget (1910).
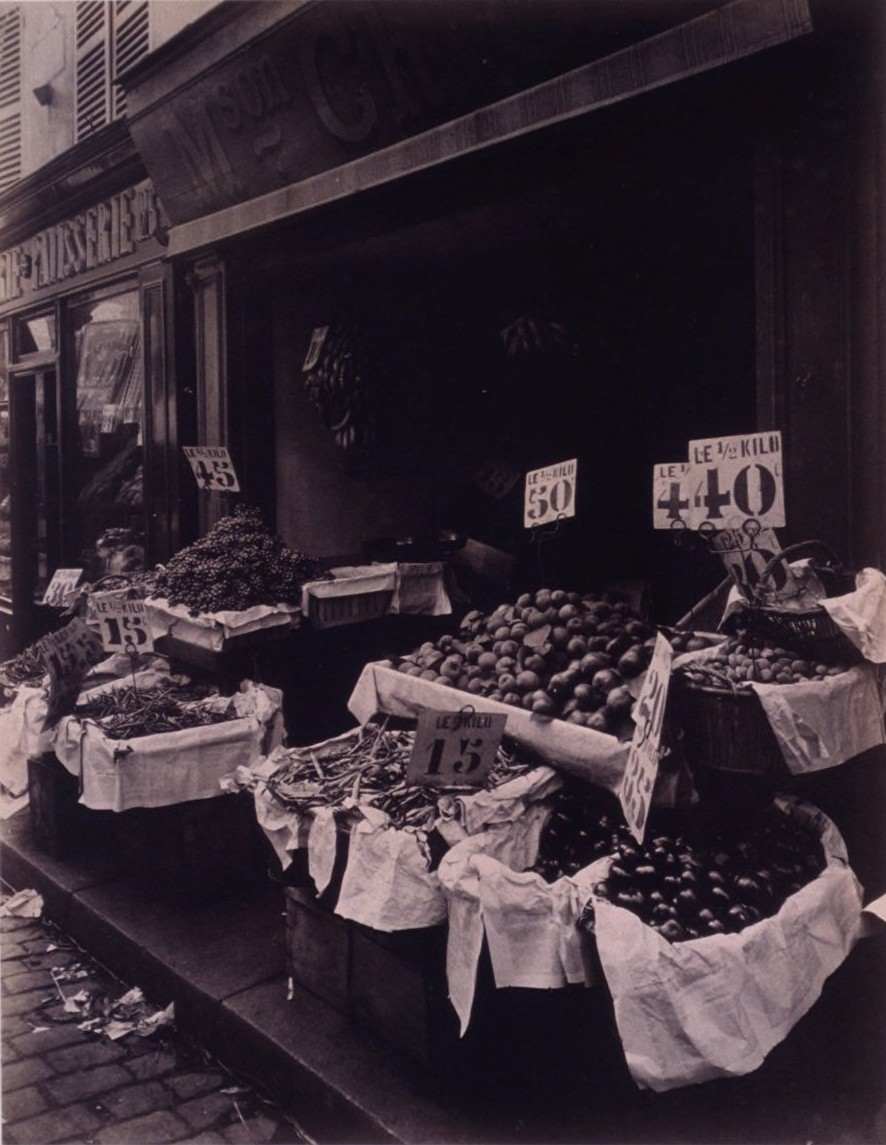
Fruitier au no 124, photo d'Eugène Atget (1910).
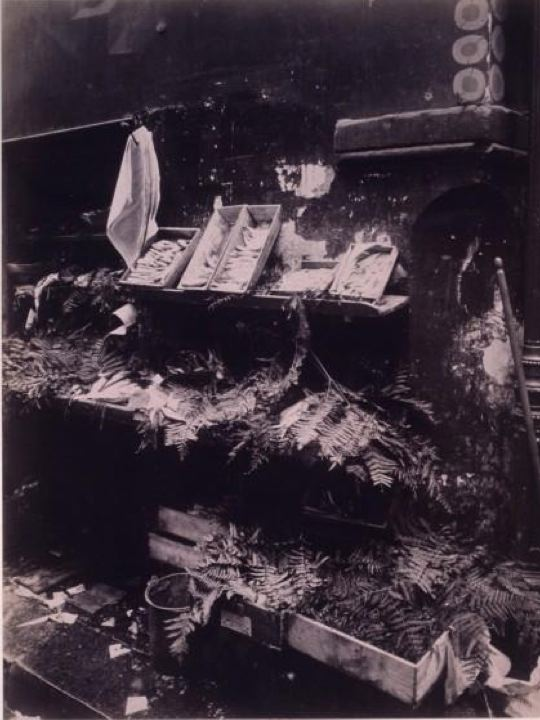
Poissonnier à l'angle de la rue Daubenton, photo d'Eugène Atget (1910).

## Bâtiments remarquables et lieux de mémoire
- No 1 : enseigne de l'ancien cabaret de La Pomme de Pin. « Au nombre des travaux exécutés, en 1853, par la commission municipale, se trouvait la formation d'une place au débouché des rues Copeau et Contrescarpe, sur la rue Mouffetard. Parmi les établissements que ces nouvelles démolitions devaient faire disparaître, l'un d'entre eux, dont la célébrité remonte à quatre cents ans, mérite une mention particulière : c'est le doyen des cabarets de Paris, la fameuse taverne de la Pomme de Pin. Ce petit coin de la rue Mouffetard et Contrescarpe a vu tous les illustres buveurs, depuis Villon jusqu'à Chapelle, depuis le curé de Meudon jusqu'au chanoine de Saint-Victor. Depuis son origine, le cabaret de la Pomme de Pin n'était qu'un cabaret obscur et enfumé. Là se rendait Villon, pour rafraîchir en tout temps sa muse gaillarde, et qui l'a successivement célébré dans son Grand Testament, dans son Petit Testament, et dans ses Repues franches. Il ne savait pas de plus grand plaisir, dit-il que
D'aller sans chausse, en eschappin,
Tous les matins, quand on se liève,
Au trou de la Pomme de Pin. »
- No 6 : enseigne d'une ancienne boucherie classée à l'inventaire supplémentaire des monuments historiques[9].
- No 12 : À la Renommée, ancienne charcuterie comestibles Lacépède, maison Labonde fondée en 1748 (Atget, 1908).
- No 14 : enseigne de l'ancien magasin de cafés Au Nègre joyeux, déposée après une polémique durant l'été 2018.
- No 21, 23, 27 : vieilles maisons.
- No 36 : maison ayant servi de casernement à une compagnie de fusiliers de Gardes françaises à partir de 1714. Solives du plafond d'entrée, cour avec un vieux puits[10].
- No 40 à 43 : vieilles maisons.
- No 48 à 52 : vieilles maisons.
- No 52 : le côté gauche du couloir de l'entrée est pavé de vieilles pierres tombales.
- No 53 : lors de la démolition, de la maison sise à cet emplacement, il y fut découvert en mai 1938 le « trésor de la rue Mouffetard », caché par Louis Nivelle (1691-1757), avocat au Parlement de Paris sous Louis XV et composé de 3 556 pièces d'or[11], la plupart à l'effigie de Louis XV.
- No 60 : La fontaine du Pot-de-Fer située à ce numéro, à l'angle de la rue du Pot-de-Fer. Alimentée à l'origine (1624) par l'aqueduc d'Arcueil, l'édifice actuel date du XVIIIe siècle. Elle est depuis 1925 classée aux monuments historiques[12]. Elle fut refaite en 1671[13].
- No 61 : caserne Monge de la Garde républicaine. Le couvent des religieuses hospitalières de Notre-Dame de la Miséricorde, fermé à la Révolution, est détruit dans les années 1820 pour être remplacé par une la caserne Mouffetard, qui prend son nom actuel en 1933. Jusque dans les années 1880, l'entrée principale de la caserne se trouvait rue Mouffetard.
- No 69 : Le Vieux Chêne, un ancien bal datant de 1864 et réputé le plus ancien bar de Paris. Il remplaçait un club révolutionnaire de 1848[14].
- No 70 : grille de marchand de vin.
- No 72 : boutique de produits photographiques Artista, fondée avant 1889[15].
- No 73 : le théâtre Mouffetard.
- No 74, 79 : mansardes.
- Nos 74-76 : « La Maison pour tous » de La Mouff', fermée en décembre 1981[16], a fait place à la bibliothèque-discothèque municipale Mohammed-Arkoun.
- No 81 : vestiges du portail d'une chapelle du début du XVIIe siècle; deux pilastres surmontés d'un fronton brisé encadrent un panneau situé au dessus de la porte, coquille du fronton.
- No 86 : ferronneries.
- No 88 : vieille maison.
- No 89 : rue de l'Épée-de-bois, ouverte dans le courant du XVIe siècle, doit son nom à une enseigne.
- Ancien No 91 : autrefois, à l'angle, s'élevait un vieux cabaret à l'enseigne de L'Épée-de-bois, qui donna son nom à la rue adjacente[17].
- No 100 : cinéma indépendant classé Art et Essai « L'Épée de bois ».
- No 104 : entrée du passage des Postes, voie pavée, entrée sous plafond à solives.
- No 112 : ancienne maison à l'enseigne « des Quatre Ḗvangélistes » (angle rue de l'Arbalète).
- No 115 : ici se trouvait au XIVe siècle l'entrée en allée de la Maison des Patriarches.
- No 119 : à gauche, ancienne de la Grande Boucherie des Patriarches.
- No 122 : une ancienne enseigne est peinte en relief, À la bonne source, sur la façade (inscrite aux monuments historiques)[18].
- No 134 : façade peinte classée[19] (sgraffito). Figurant des animaux et des végétaux et réalisée vers 1930, elle a été commandée par un boucher installé au rez-de-chaussée, désireux d'attirer des clients[20].
- No 140 : sous les combles, Jean Grave animait la rédaction des Temps nouveaux (1895-1914)[21].
- No 141 : l'église Saint-Médard datant du XVe siècle, classée depuis 1906 aux monuments historiques[22].
- À l'angle du square Miss.Tic (ancien square Saint-Médard) se trouvait la fontaine Censier, détruite en 1867-1868.

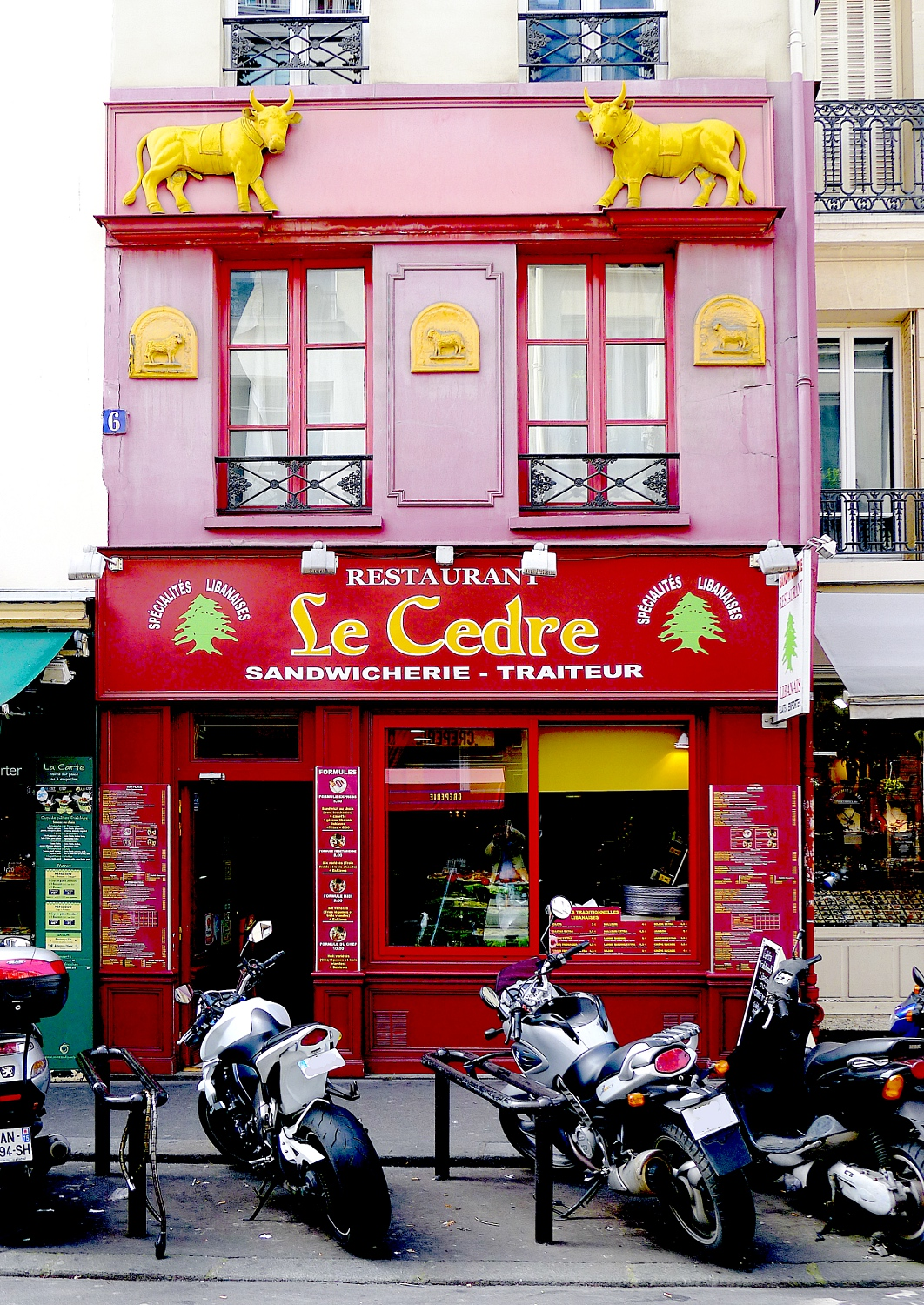
Au no 6, une ancienne boucherie.
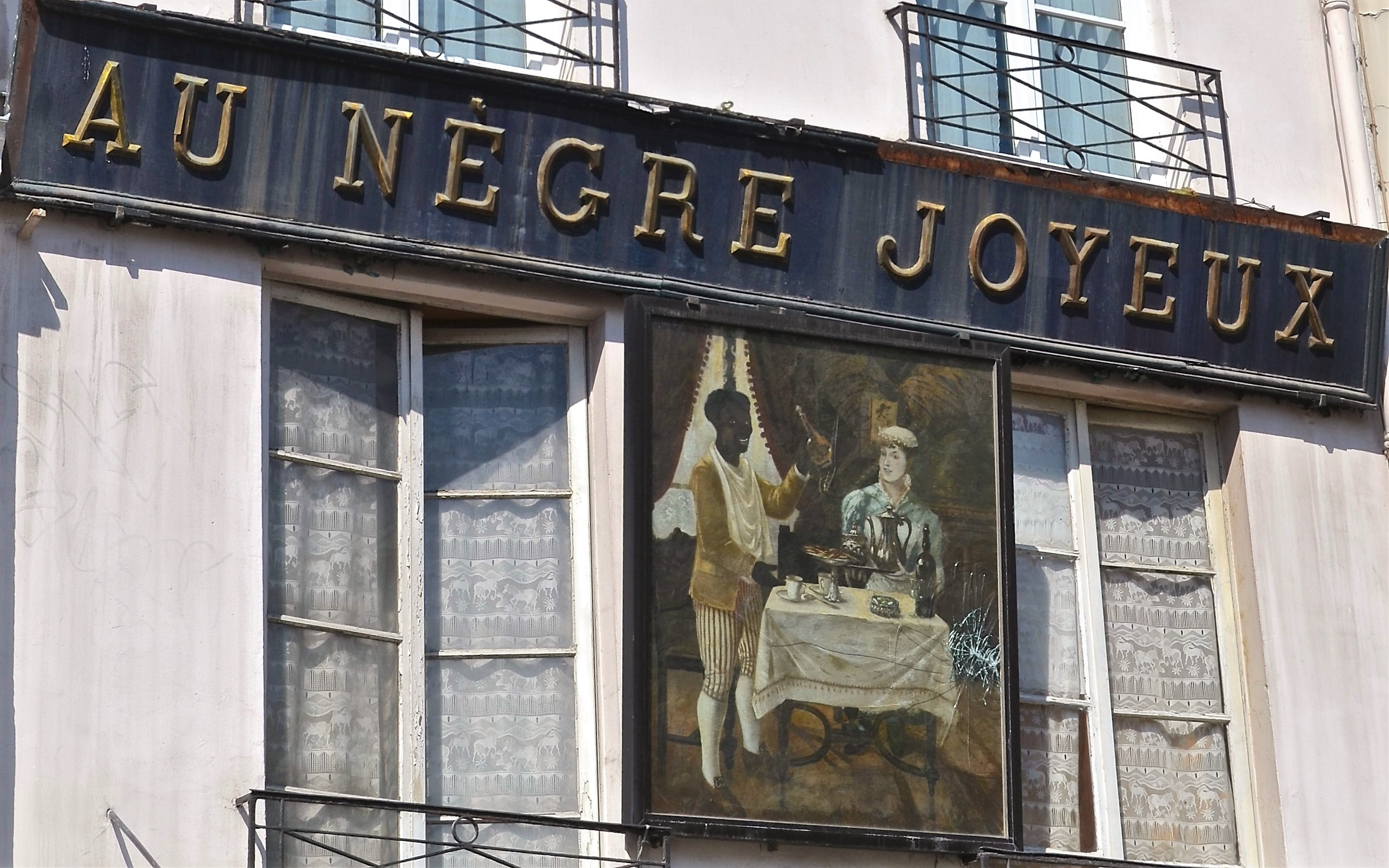
Au no 14, l'enseigne Au Nègre joyeux (déposée).
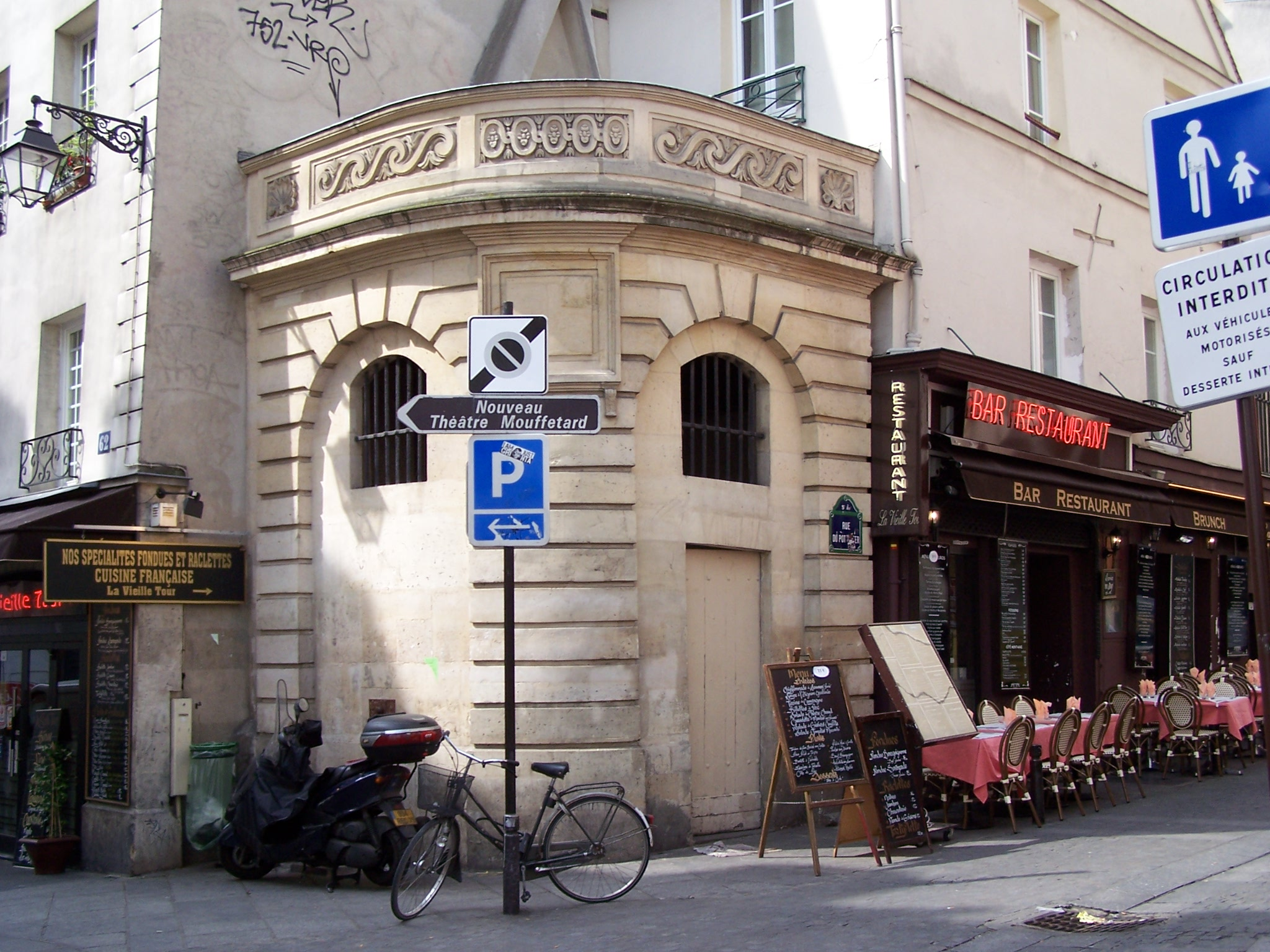
Au no 60, la fontaine du Pot-de-Fer à l'angle de la rue du Pot-de-Fer.
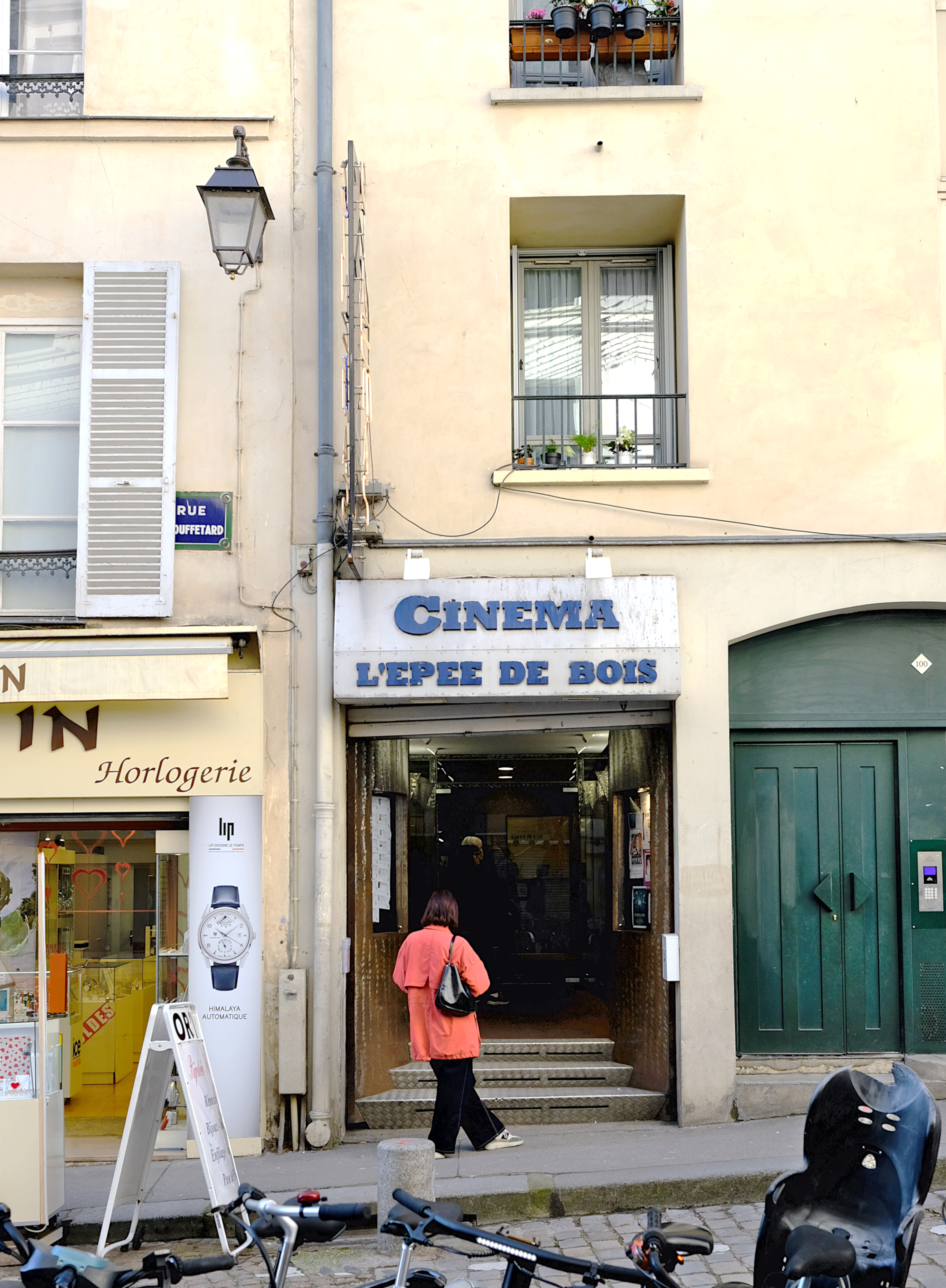
Au no 100, cinéma d'Art et d'Essai « L'Epée de bois ».
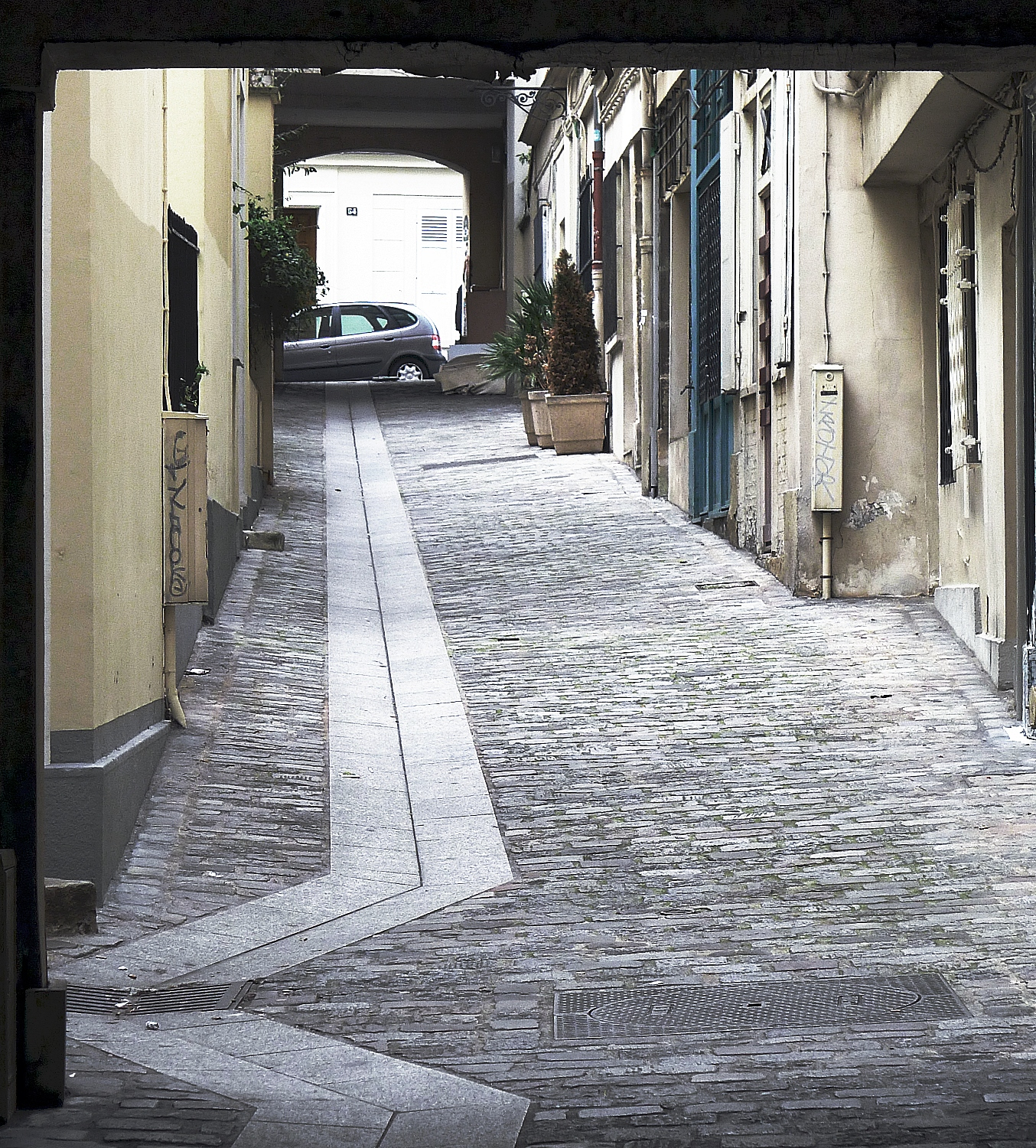
Passage des Postes vu du 104 de la rue Mouffetard.
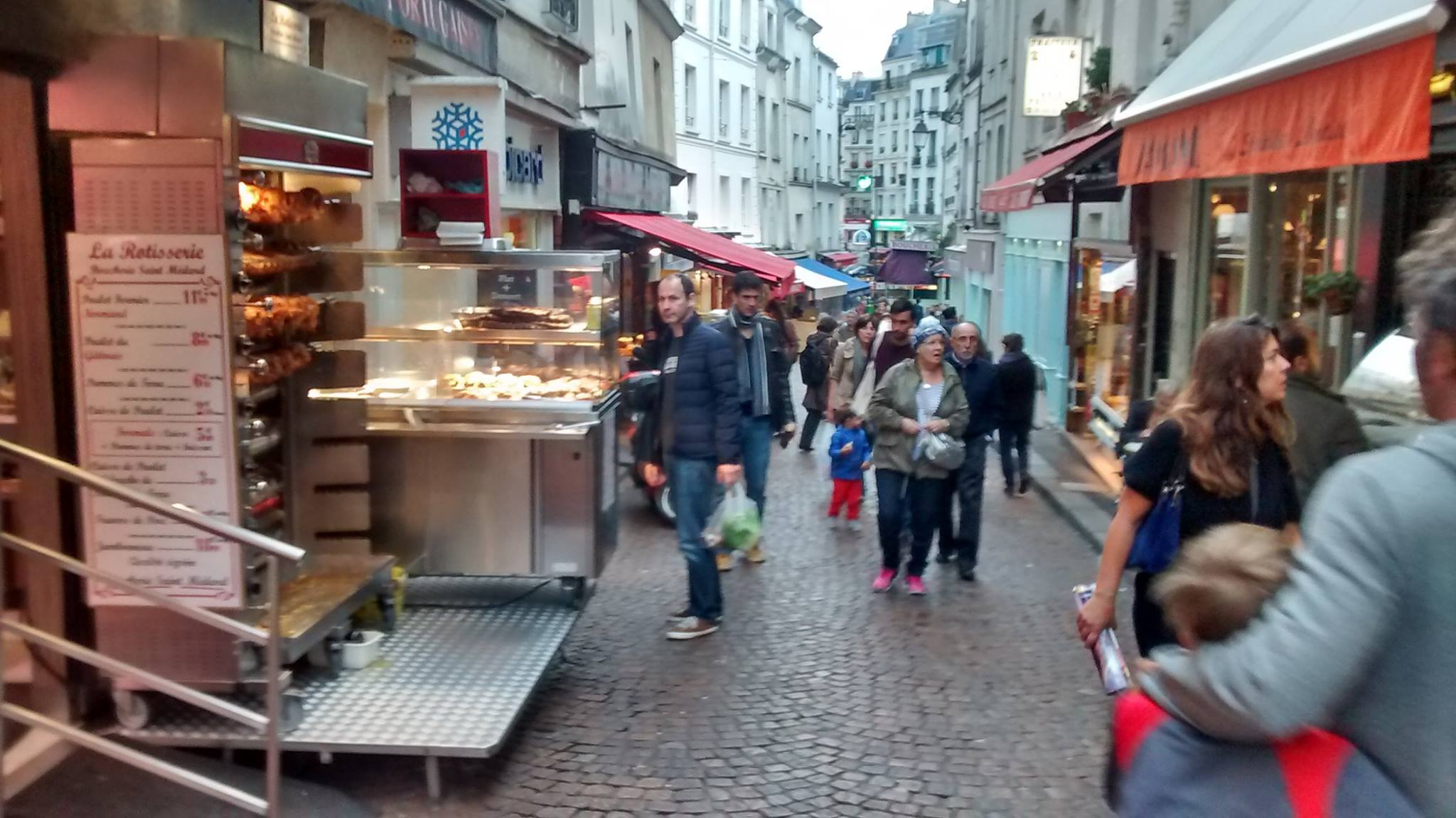
Vue vers le bas de la rue.
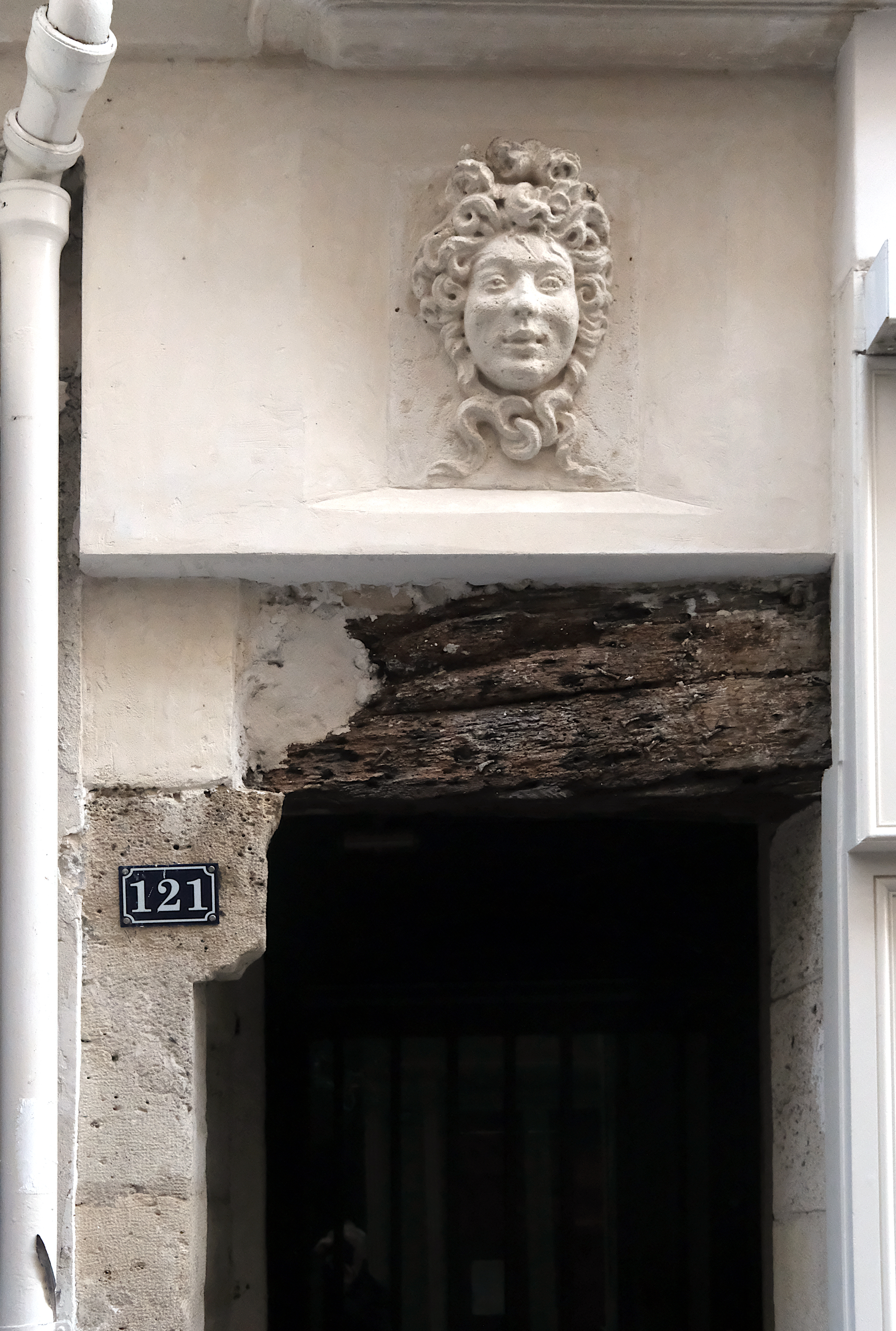
Mascaron (restauré) du numéro 121.
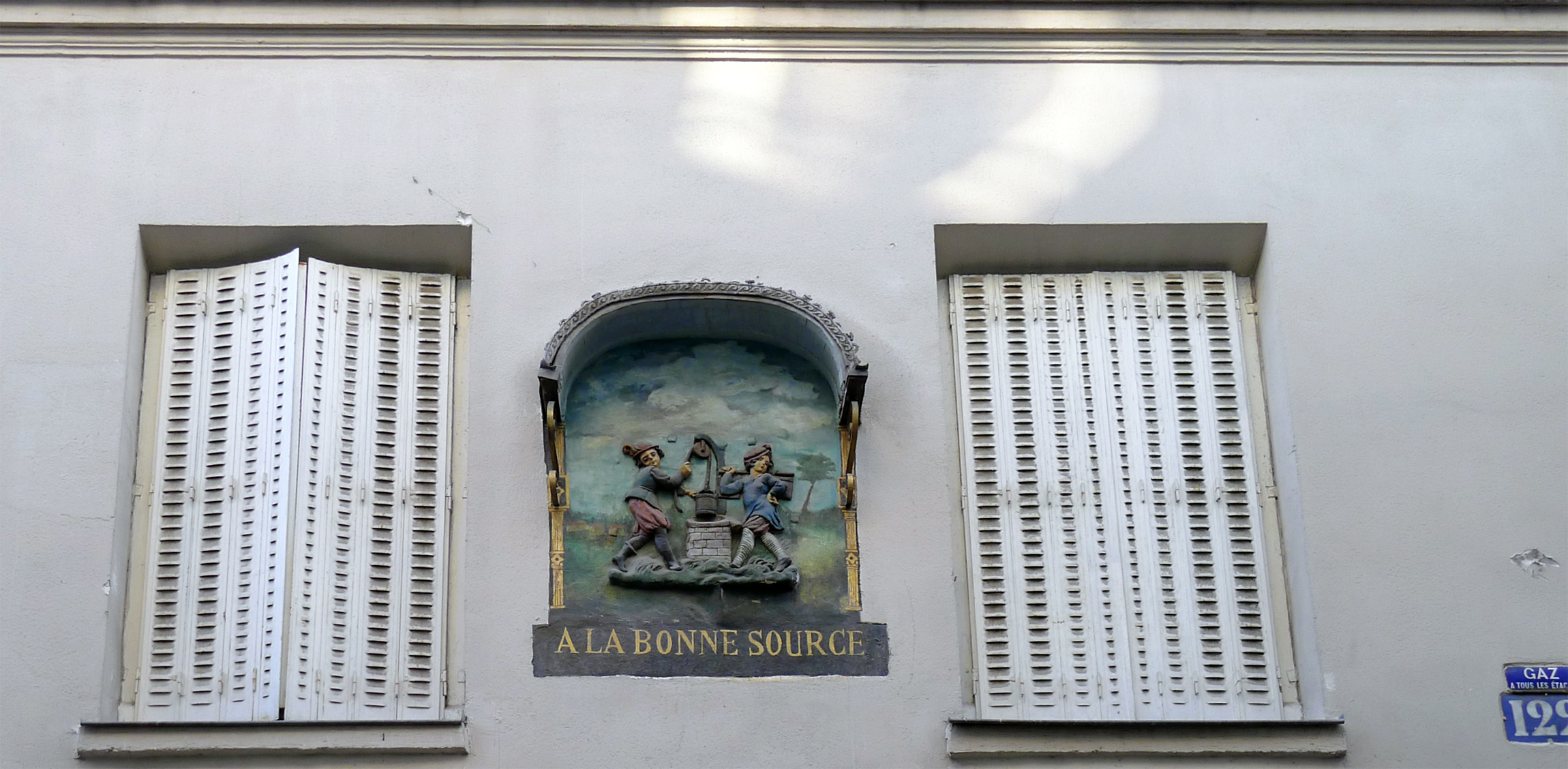
Immeuble au no 122, enseigne À la bonne source inscrite aux MH.
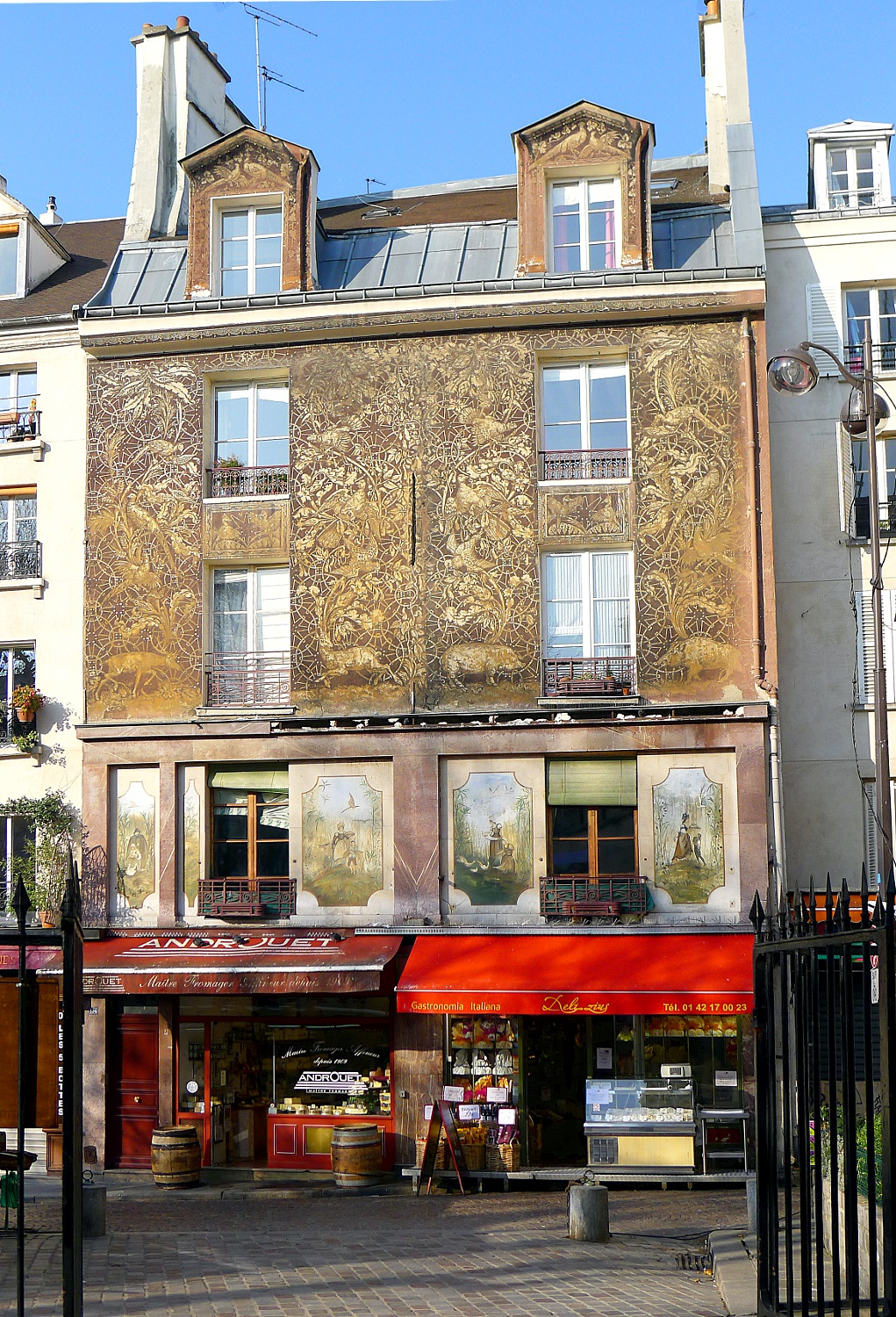
no 134, façade peinte inscrite, face à Saint-Médard.
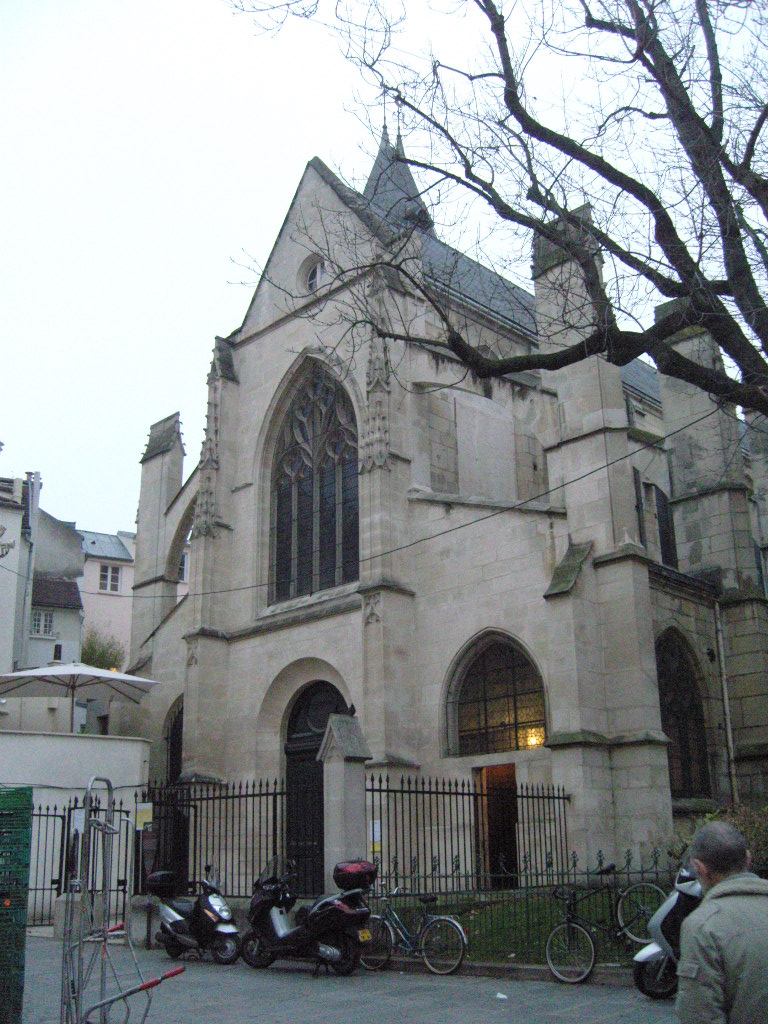
L'église Saint-Médard.
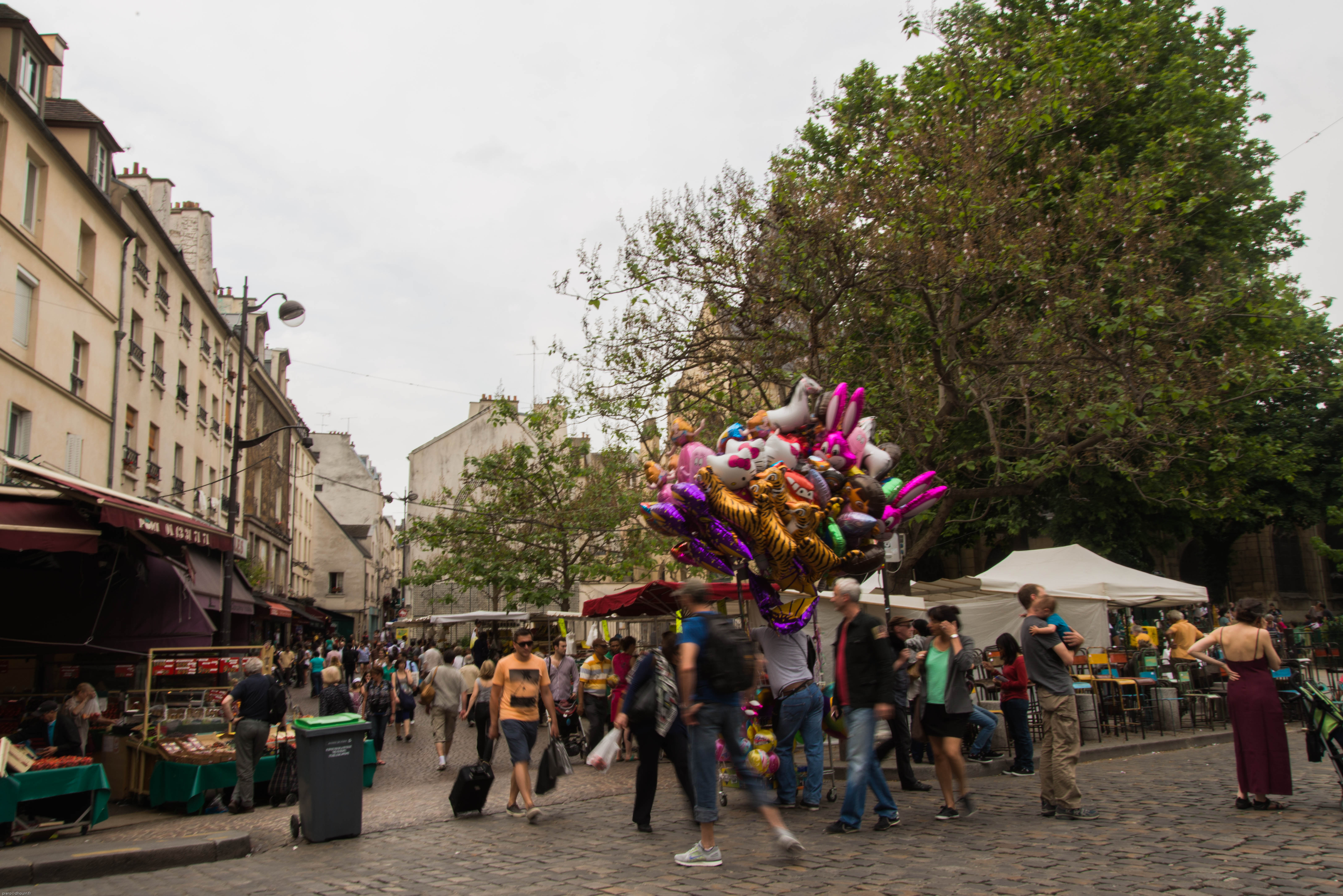
Le bas de la rue et son marché.
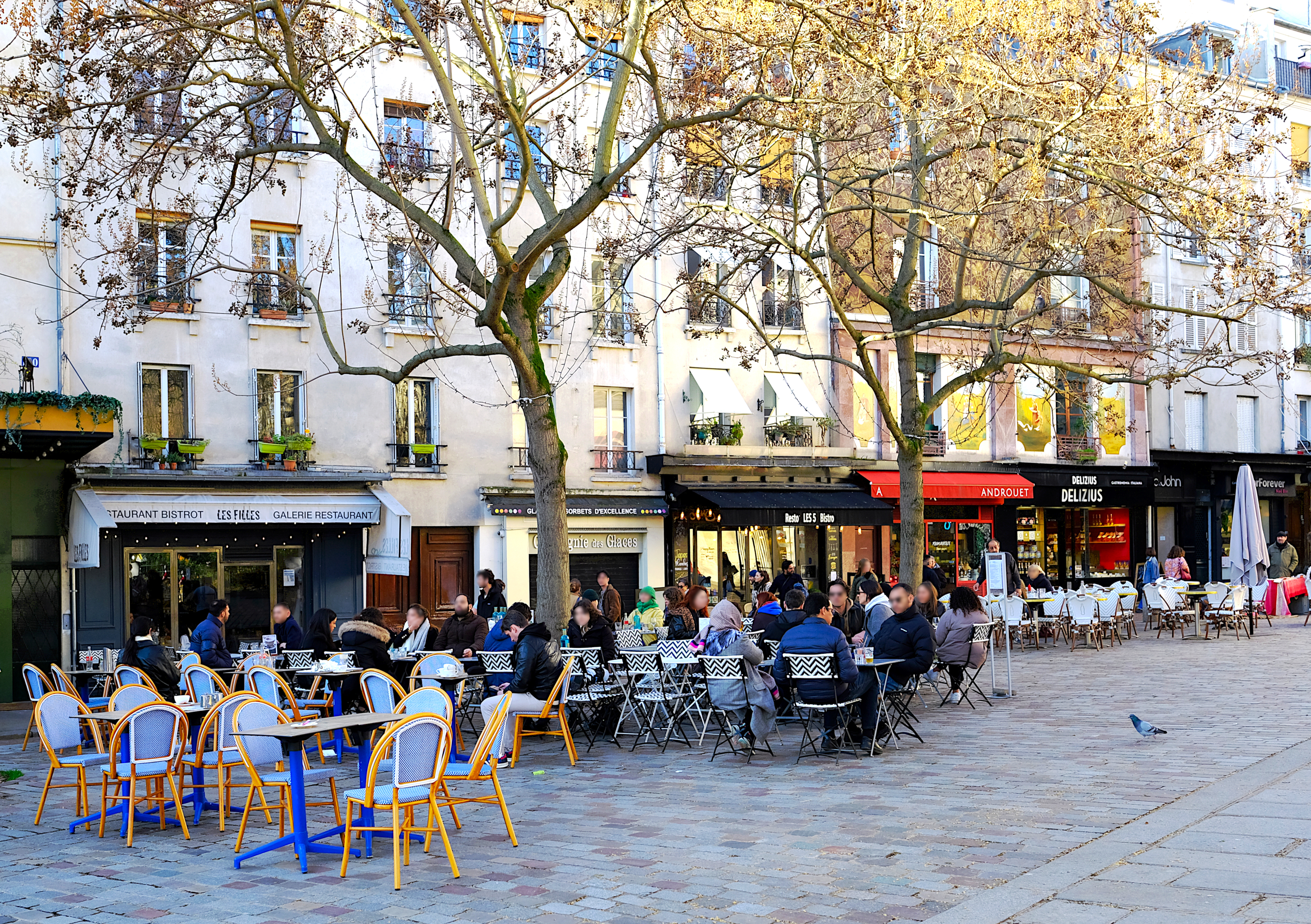
Le bas de la rue et ses terrasses.

## Dans les arts

### Littérature
Le 29 octobre 1763, le marquis de Sade fut arrêté dans sa garçonnière rue Mouffetard en compagnie de prostituées.

#### Victor Hugo
Dans Les Misérables, tome 2, Victor Hugo décrit la fuite du personnage Jean Valjean dans les rues tortueuses avoisinant la rue Mouffetard à cette époque :

« Jean Valjean décrivit plusieurs labyrinthes variés dans le quartier Mouffetard, déjà endormi comme s’il avait encore la discipline du Moyen Âge et le joug du couvre-feu [...]. »

Hugo donne le nom de Mouffetard au personnage de la première scène dramatique de la pièce Les Gueux (Théâtre en liberté) avec la didascalie suivante : « C’est lui probablement qui plus tard a donné son nom à une rue. »

#### Georges Duhamel
Georges Duhamel, dans Confession de minuit (1920), premier volume de Vie et aventures de Salavin, fait faire ainsi la description par son héros, Louis Salavin, de la rue Mouffetard à proximité de laquelle il habite :

« Comme une veine de nourriture coulant au plus gras de la cité, la rue Mouffetard descend du nord au sud, à travers une région hirsute, congestionnée, tumultueuse.
Amarré à la montagne Sainte-Geneviève, le pays Mouffetard forme un récif escarpé, réfractaire, contre lequel viennent se briser les grandes vagues du Paris nouveau. J'aime la rue Mouffetard. Elle ressemble à mille choses étonnantes et diverses : elle ressemble à une fourmilière dans laquelle on a mis le pied ; elle ressemble à ces torrents dont le grondement procure l'oubli. Elle est incrustée dans la ville comme un parasite plantureux. Elle ne méprise pas le reste du globe : elle l'ignore. Elle est copieuse et vautrée, comme une truie.
Le pays Mouffetard a ses coutumes propres et des lois qui n'ont plus ni sens ni vigueur au-delà du fleuve Monge. L'étranger qui, venu du centre, se fourvoie dans la rue Blainville ou place de la Contrescarpe est, à certaines heures, aspiré comme un fétu par le maelström mouffetardien. Et, tout de suite, la cataracte l'entraîne.
La rue Mouffetard semble dévouée à une gloutonnerie farouche. Elle transporte sur des dos, sur des têtes, au bout d'une multitude de bras, maintes choses nourrissantes aux parfums puissants. Tout le monde vend, tout le monde achète. D'infimes trafiquants promènent leurs fonds de commerce dans le creux de leurs mains : trois têtes d'ail, ou une salade, ou un pinceau de thym. Quand ils ont troqué cette marchandise contre un gros sol, ils disparaissent, leur journée finie.
Sur les rives du torrent s'accumulent les montagnes de viandes crues, d'herbes, de volailles blanches, de courges obèses. Le flot ronge ces richesses et les emporte au long de la journée. Elles renaissent avec l'aurore. »

#### Léon Daudet
Dans la deuxième série de ses souvenirs parisiens (Paris vécu. Rive gauche), qui concerne la rive gauche et qui a paru en 1930, Léon Daudet fait de la rue Mouffetard une description qui suggère qu'au début du XXe siècle, la voie est toujours fidèle à son nom :

« La rue Mouffetard, qui va de la place de la Contrescarpe et de la rue Lacépède à l'avenue des Gobelins, est, au point de vue de la crasse, de la sordidité, de la puanteur, et aussi de l'ancienneté, du relief et de la couleur, une des plus remarquables de Paris. Là voisinent, coagulés dans une sorte de magma, des chiffonniers, des revendeurs, des filles, des maquereaux, des tire-laine, des êtres sans âge, sans sexe, non sans fumet, couverts de haillons d'une couleur ramenée au vert et au jaune, des chiens de tout poil et des rats de toute sorte. C'est un grouillement localisé, une sorte de survivance villonienne. »

#### Georges Orwell
George Orwell, dans le récit autobiographique Dans la dèche à Paris et à Londres (chapitre I), décrit la rue, qu’il surnomme « la rue du Coq d’Or » :

« C’était une rue étroite, une sorte de gorge encaissée entre de hautes maisons aux façades lépreuses figées dans de bizarres attitudes penchées, comme si le temps s’était arrêté au moment précis où elles allaient s’abattre les unes sur les autres. »

#### Pierre Gripari
Pierre Gripari dans « La sorcière de la rue Mouffetard » de ses Contes de la rue Broca (1967) y fait apparaître une sorcière qui veut manger une petite fille avec de la sauce tomate afin de devenir plus jolie.

### Musique
En 2018, Patrick Bruel sort une chanson intitulée Rue Mouffetard. Elle est écrite par Vianney et fait référence au frère de Patrick Bruel, qui habite dans cette rue.

### Cinéma
La rue Mouffetard est particulièrement présente dans deux films des années 1950 :
- Sous le ciel de Paris de Julien Duvivier, tourné en 1951, situe plusieurs scènes rue Mouffetard, où habitent plusieurs personnages centraux : une famille de commerçants (des maraîchers : un couple et leur petite fille) et une pauvre vieille femme qui veut nourrir ses chats.
- Le court métrage L'Opéra-Mouffe d'Agnès Varda, comme son nom l'indique, situe son action dans le quartier de la « Mouffe ».

À noter : un reportage réalisé par Étienne Lalou et diffusé sur la RTF le 8 janvier 1959.
Également dans deux films des années 2000 :
- Plusieurs fois la rue Mouffetard et son Verre à pied[28] apparaissent dans Le Fabuleux Destin d'Amélie Poulain. C'est là qu'Amélie Poulain rencontre Dominique Bretodeau, et que son destin bascule[29].
- Les scènes de marché du film Julie et Julia (Julie and Julia), de Nora Ephron avec Meryl Streep, sorti en 2009, ont été tournées en bas de la rue Mouffetard[30].

### Peinture
- La Rue Mouffetard (1889-1890) de Maximilien Luce, musée d'Art d'Indianapolis.